# Brongniartia minima
Brongniartia minima är en ärtväxtart som beskrevs av Mcvaugh. Brongniartia minima ingår i släktet Brongniartia och familjen ärtväxter. IUCN kategoriserar arten globalt som otillräckligt studerad. Inga underarter finns listade i Catalogue of Life.